# Episodi di Guardia costiera (decima stagione)
La decima stagione della serie televisiva Guardia costiera è stata trasmessa in anteprima in Germania dalla ZDF tra il 13 settembre 2006 e il 4 aprile 2007.
| nº | Titolo originale         | Titolo italiano                        | Prima TV Germania | Prima TV Italia |
| -- | ------------------------ | -------------------------------------- | ----------------- | --------------- |
| 1  | Countdown auf See        | Conto alla rovescia in mare            | 13 settembre 2006 |                 |
| 2  | Das Totenschiff          | Morte dal passato                      | 20 settembre 2006 |                 |
| 3  | Gefährlicher Fund        | Ritrovamento pericoloso                | 27 settembre 2006 |                 |
| 4  | Reine Vertrauenssache    | Una questione di fiducia               | 4 ottobre 2006    |                 |
| 5  | Operation Kreuzfeuer (1) | Operazione fuoco incrociato (1ª parte) | 11 ottobre 2006   |                 |
| 6  | Operation Kreuzfeuer (2) | Operazione fuoco incrociato (2ª parte) | 18 ottobre 2006   |                 |
| 7  | Rendezvous mit dem Tod   | Appuntamento con la morte              | 25 ottobre 2006   |                 |
| 8  | Auf Messers Schneide     | Sul filo del rasoio                    | 1º novembre 2006  |                 |
| 9  | Der letzte Ausweg        | L'ultima via di scampo                 | 8 novembre 2006   |                 |
| 10 | Vaterliebe               | Amore paterno                          | 22 novembre 2006  |                 |
| 11 | Spiel mit dem Feuer      | Giocare col fuoco                      | 29 novembre 2006  |                 |
| 12 | Verschwunden             | Scomparsa                              | 3 gennaio 2007    |                 |
| 13 | Hai-Alarm                | Allarme squalo                         | 10 gennaio 2007   |                 |
| 14 | Schuss ins Herz          | Colpo al cuore                         | 17 gennaio 2007   |                 |
| 15 | Ewiger Schlaf            | Sonno eterno                           | 24 gennaio 2007   |                 |
| 16 | Bittere Erkenntnis       | Amara verità                           | 31 gennaio 2007   |                 |
| 17 | Endstation Ostsee        | Destinazione Baltico                   | 21 febbraio 2007  |                 |
| 18 | Bilderrätsel             | Il rebus                               | 28 febbraio 2007  |                 |
| 19 | Haffpiraten              | Pirati del Baltico                     | 7 marzo 2007      |                 |
| 20 | Tödliche Geschäfte       | Affari mortali                         | 21 marzo 2007     |                 |
| 21 | Die letzte Beichte       | L'ultima confessione                   | 4 aprile 2007     |                 |